# Phytomyza meridensis
Phytomyza meridensis är en tvåvingeart som beskrevs av Spencer 1973. Phytomyza meridensis ingår i släktet Phytomyza och familjen minerarflugor.
Artens utbredningsområde är Venezuela. Inga underarter finns listade i Catalogue of Life.